# IMAM Ro.41
IMAM Ro.41 là một loại máy bay tiêm kích hai tầng cánh hạng nhẹ của Ý, trang bị cho Regia Aeronautica trong thập niên 1930-40, chủ yếu làm máy bay huấn luyện.

## Quốc gia sử dụng
Italy
- Regia Aeronautica
- Aeronautica Militare Italiana

 Spain
- Không quân Tây Ban Nha

 Germany
- Luftwaffe

## Tính năng kỹ chiến thuật
Đặc điểm tổng quát
- Kíp lái: 1
- Chiều dài: 6.38 m (20 ft 11 in)
- Sải cánh: 8.81 m (28 ft 10 in)
- Chiều cao: 2.65 m (8 ft 8 in)
- Diện tích cánh: 19.15 m² (206 ft²)
- Trọng lượng rỗng: 1,010 kg (2,222 lb)
- Trọng lượng có tải: 1,270 kg (2,794 lb)

 Hiệu suất bay 
- Vận tốc cực đại: 320 km/h (173 knots, 199 mph) at 4,000 m
- Tầm bay: 320 km (173 nm, 199 mi)

Trang bị vũ khí

- 2 × Súng máy Breda-SAFAT 7,7 mm